# Умершие в мае 2011 года
Это список известных людей, соответствующих установленным критериям значимости (см. Википедия:Критерии значимости персоналий), умерших в мае 2011 года.
Причина смерти указывается лишь в исключительных случаях (убийство, самоубийство, гибель в результате военных действий, смертная казнь, ДТП или несчастные случаи). В остальных случаях — не указывается.

## Список

### 1 мая
- Гарсия-Гаско Висенте, Агустин (80) — испанский кардинал, архиепископ Валенсии (1992—2009)[1].
- Ежов, Игорь Игоревич (57) — первый Чрезвычайный и Полномочный Посол Российской Федерации в Парагвае (с 2008)[2].
- Купер, Генри (76) — британский боксёр, чемпион Европы (1970)[3].
- Ландау, Моше (99) — израильский юрист, председатель Верховного суда Израиля (1980—1982), председательствовал в судебном процессе над нацистским преступником Адольфом Эйхманом (1961)[4].
- Лоу, Тед (90) — английский комментатор снукера на канале BBC[5].
- Каддафи, Сейф аль-Араб (28) — сын Муамара Каддафи[6].
- Орзаг, Стивен Алан (68, англ.) — американский математик[7].
- Славков, Иван[англ.] (70) — председатель Олимпийского комитета Болгарии (1982—2005), член МОК (1987—2005)[8]
- Слободская, Инна Александровна (84) — российская актриса, Заслуженная артистка РСФСР (1979)[9].
- Шелманов, Алексей Борисович (55) — российский сценарист и режиссёр анимационного кино[10].

### 2 мая
- Абалкин, Леонид Иванович (80) — советский и российский экономист, руководитель Института экономики РАН (1986—1989, 1991—2005), академик РАН, заместитель Председателя Совета Министров СССР (1989—1991)[11].
- Дубравская, Татьяна Наумовна — музыковед, доктор искусствоведения, профессор Московской консерватории[12].
- Лазарев, Александр Сергеевич (73) — советский и российский актёр театра и кино, народный артист РСФСР[13].
- Понсе, Рене Эмилио (64), сальвадорский генерал, министр обороны (1990—1993)[14].
- Сыдыханов, Абдрашит Аронович (73) — советский и казахский художник, заслуженный деятель искусств Республики Казахстан, лауреат Государственной премии в области культуры и искусства РК.[15]
- Усама бен Ладен (54) — международный террорист; убит американскими спецслужбами[16].
- Яегаси, Сигео (78) — японский футболист, игрок национальной сборной (1956—1968), бронзовый призёр летних Олимпийских игр в Мехико (1968)[17]. Архивная копия от 23 октября 2012 на Wayback Machine

### 3 мая
- Акерли, Пол (61) — новозеландский спортсмен, чемпион летних Олимпийских игр в Монреале (1976) по хоккею на траве[18].
- Браут, Роберт (82) — американский и бельгийский физик-теоретик[19]  (фр.)
- Венгос, Танасис (83) — греческий актёр[20].
- Котрикадзе, Сергей Парменович (74) — грузинский футболист, вратарь «Динамо» (Тбилиси) и сборной СССР[21].
- Купер, Джеки (88) — американский актёр, телевизионный режиссёр и продюсер, самый молодой номинант на кинопремию «Оскар» (1931, 9 лет), двукратный обладатель премии «Эмми» (1974, 1979)[22].
- Руа, Патрик (53) — французский политик, депутат парламента от Социалистической партии; рак поджелудочной железы[23].
- Леонова, Людмила Дмитриевна (77) — российская актриса, помощник режиссёра Театра им. Комиссаржевской[24].
- Надь, Марианна (82) — венгерская фигуристка, двукратная чемпионка Европы по фигурному катанию (1950, 1955), двукратный бронзовый призёр Олимпийских игр (1952, 1956)[25]
- Хан-Магомедов, Селим Омарович (83) — академик Российской академии архитектуры и строительных наук, теоретик и исследователь в области дизайна и архитектуры, автор книг[26].
- Цымбал, Анатолий Андреевич (82) — омский скульптор, член Союза художников России[27].

### 4 мая
- Алёшин, Георгий Васильевич (80) — 1-й секретарь Новосибирского горкома КПСС (1979—1985), 2-й секретарь ЦК КП Эстонии (1985—1990)[28].
- Басина, Наталия Зиновьевна (63) — советский и российский кинокритик и киновед, сценарист, журналист. [www.kino-teatr.ru/kino/screenwriter/ros/309227/bio/]
- Мерфи, Мэри (80) — американская актриса[29].
- Севдет, Догер (34) — эмиссар «Аль-Каиды» в Чечне, главный координатор террористов на Северном Кавказе; убит[30].
- Стази, Бернар (80) — французский политический деятель, министр по делам заморских департаментов и территорий (1973—1974)[31].
- Томпсон, Сэда (83) — американская актриса, обладательница премии «Эмми» (1978)[32].
- Мартынов, Кирилл (18) — чемпион мира по фитнес-аэробике[33].

### 5 мая

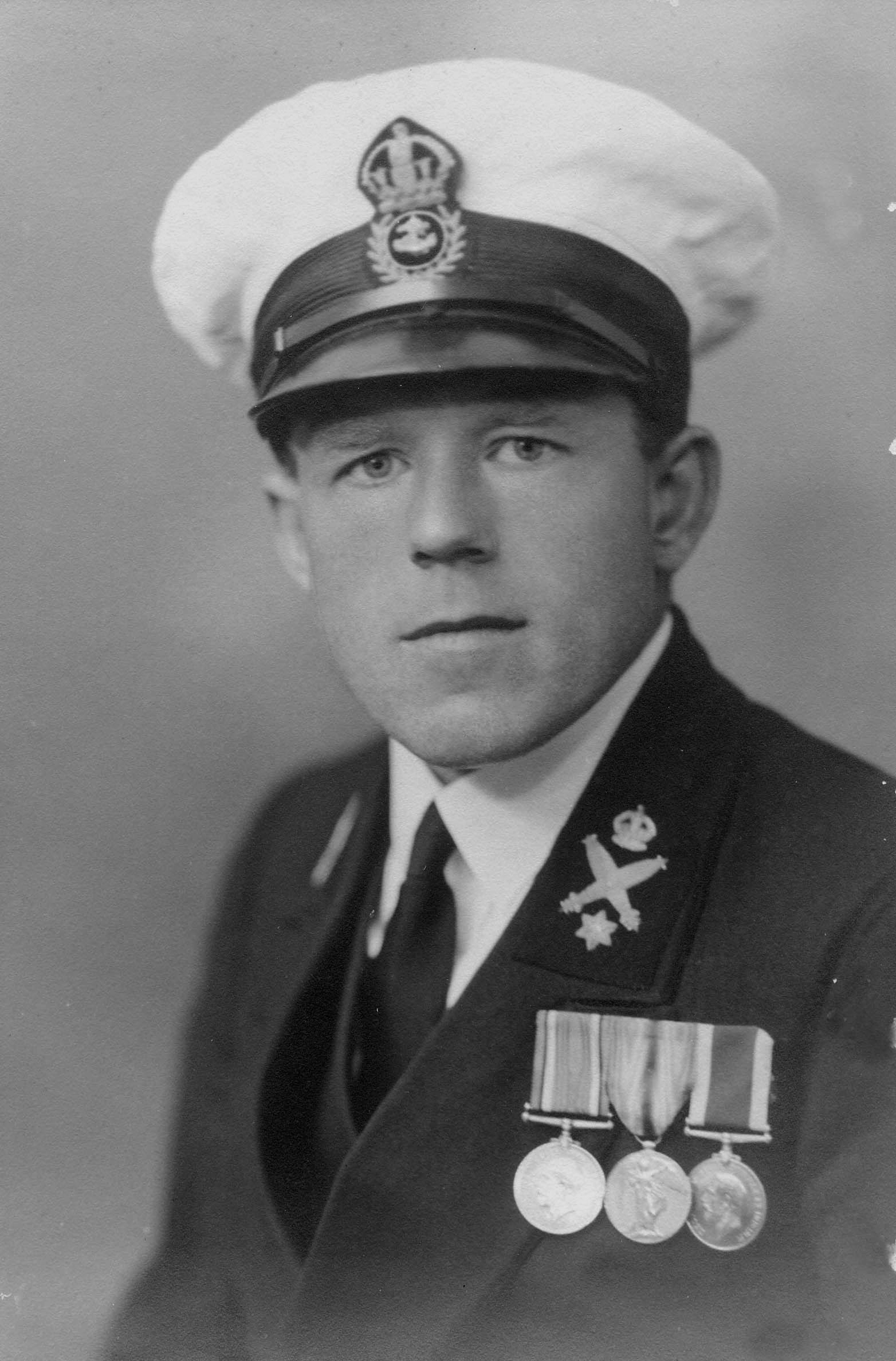
Клод Чоулз

- Бриджес, Элис (94) — американская спортсменка, бронзовая призёрка летних Олимпийских игр в Берлине (1936) в плавании 100 м на спине[34].
- Высоцкий, Евгений Васильевич (64) — генерал-полковник (1994), заместитель министра обороны РФ (1992—1996), участник боевых действий в Афганистане (1979—1982), Герой Советского Союза (1982)[35].
- Лорентс, Артур (93) — американский драматург и сценарист, автор сценариев к фильмам «Анастасия», «Верёвка», «Вестсайдская история», двукратный обладатель театральной премии «Тони» (1968, 1984), номинант на кинопремии «Оскар» и «Золотой глобус» [36].
- Мирмович, Йосеф (86) — израильский футболист, игрок «Маккаби» (Тель-Авив) и национальной сборной, тренер сборной Израиля по футболу (1964-65, 1983—1986)[37].
- Пуэнте, Роло (71) — аргентинский актёр[38].
- Саркисьянц, Георгий Георгиевич (77) — спортивный комментатор[39].
- Уинтер, Дана (79) — американская актриса, лауреат премии «Золотой глобус». (Вторжение похитителей тел)[40]
- Чоулз, Клод Стэнли (110) — британский и австралийский моряк, последний ветеран Первой мировой войны[41].

### 6 мая
- Болдин, Сергей (62) — хореограф самарского театра оперы и балета, заслуженный артист России, ДТП[42].
- Ефремов, Георги (78) — македонский биолог.
- Задерий, Святослав Геннадьевич (50) — советский и российский рок-музыкант, основатель группы «Алиса», лидер группы «Нате»[43].
- Игишев, Александр Сергеевич (70) — советский кинорежиссёр. [www.kino-teatr.ru/kino/director/post/11012/bio/]
- Криштопайтис, Антанас (89) — литовский художник, этнограф, коллекционер, общественный деятель.
- Скрябин, Михаил Архипович (64) — российский (якутский) актёр театра и кино[44].

### 7 мая
- Анфиногенов, Артём Захарович (86) — советский и российский писатель, автор произведений о Великой Отечественной войне, ветераном которой являлся[45].
- Бальестерос, Севе (54) — испанский гольфист, чемпион мира[46].
- Бойл, Уиллард (86) — канадский физик, лауреат Нобелевской премии по физике за 2009 год[47].
- Галиев, Шаукат Галиевич (83) — татарский детский писатель, поэт[48].
- Мееття, Эйлерт (75) — шведский хоккеист, игрок национальной сборной, нападающий, чемпион мира и Европы 1957 и 1962, второй призёр ЧМЕ 1963 и 1964, третий призёр ЧМЕ 1965, серебряный призёр зимних Олимпийских игр (1964)[49].
- Уокер, Джон Маус (67) — американский музыкант, гитарист группы «The Walker Brothers»[50]
- Хэйген, Росс (72) — американский актёр, сценарист, режиссёр и продюсер[51].

### 8 мая
- Ваксберг, Аркадий Иосифович (77) — российский писатель, прозаик, драматург, публицист, адвокат, киносценарист[52].
- Ли Дешенг (95) — китайский военный и политический деятель, генерал Народно-освободительной армии Китая, вице-председатель Коммунистической партии Китая (1973—1975)[53].(китайский)
- Роуз, Лайонел (62) — австралийский боксёр, чемпион мира в наилегчайшем весе (1968—1969), первый австралийский абориген ставший чемпионом мира по боксу[54].
- Роузмарин, Хилтон (58) — канадский художник кино[55].
- Сакс, Гунтер (78) — немецкий миллиардер, бывший муж Брижит Бардо[56].
- Урбанович, Галина Наполеоновна (93) — советская гимнастка, чемпион Олимпийских игр 1952 года в командных соревнованиях, серебряный призёр в групповых упражнениях с предметом. Многократный победитель и призёр чемпионатов СССР[57].

### 9 мая
- Вейландт, Воутер (26) — бельгийский велогонщик[58].
- Гейлер Техада, Лидия (89) — временный президент Боливии (1979—1980)[59].
- Епифаний (76) — митрополит Испании и Португалии (2003—2007), Константинопольский патриархат[60].
- Максвелл-Хислоп, Рэйчел (97) — британский археолог[61].
- Пешак, Иво (66) — чешский певец, танцор, комик, бывший участник группы Banjo Band[62].
- Сталилюнайте, Рута (73) — советская и литовская актриса театра и кино, народная артистка Литвы[63].
- Упадхьяя, Шаилендра Кумар (82) — министр иностранных дел Непала (1986—1990). Умер при попытке стать старейшим покорителем Эвереста[64].
- Фуллер, Долорес (88) — американская актриса[65].

### 10 мая
- Гурупадасвами М.С. (89) — индийский политический деятель, министр[66].
- Дэвис, Мия Эмбер (35) — американская супермодель размера плюс, актриса, телевизионный продюсер, редактор и консультант по стилю[67].
- Нагкуана, Зим (51) — южноафриканский саксофонист; инсульт[68].
- Рейнхардт, Берт (91) — один из основателей и бывший президент телекомпании CNN[69].
- Троицкий, Николай Александрович — русский инженер-строитель, архитектор, политический деятель, писатель, библиотекарь.

### 11 мая
- Голдхабер, Морис (100) — американский физик-ядерщик[70].
- Граубин, Георгий Рудольфович (81) — советский и российский детский поэт, прозаик, переводчик[71].
- Пыхтин, Сергей Петрович (64) — российский политолог и общественный деятель[72].
- Самойлин, Виктор Васильевич (86) — Герой России, ветеран КГБ, участник Великой Отечественной войны[73].
- Трайлор, Роберт (34) — американский баскетболист[74].
- Янг, Снуки (92) — американский джазовый трубач[75].

### 12 мая
- Джоунс, Джек (86) — американский журналист. лауреат Пулитцеровской премии[76].
- Ниб, Ллойд (80) — ямайский музыкант, барабанщик группы The Skatalites[77].
- Бишерс, Илмарс (80) — латвийский политик, первый заместитель председателя Совета министров Латвии (1990—1993)[78].
- Вагиф Ибрагимоглу (Гасанов) (61) — Заслуженный деятель искусств Азербайджана, театральный режиссёр[79].
- Уэхара, Мию (24) — японская фотомодель и актриса; самоубийство[80].
- Чахлов, Владимир Лукьянович (77) — советский и российский физик[81].

### 13 мая
- Рикер, Брюс (68) — американский продюсер[82].
- Бугард, Дерек (28) — канадский хоккеист, нападающий клуба Нью-Йорк Рейнджерс[83].
- Гринхауз, Бернард (95) — американский виолончелист[84].
- Карданов, Кубати Локманович (94) — участник Великой Отечественной войны, Герой Советского Союза[85].
- Кравченко, Владимир Ильич (91) — участник Великой Отечественной войны, Герой Советского Союза
- Яндаров, Андарбек (73) — чеченский ученый, общественный деятель, доктор философских наук, профессор, погиб в результате ДТП[86].

### 14 мая
- Лаукканен, Теуво — финский лыжник, серебряный призёр Олимпийских игр 1948 года[87].
- Ли, Рина — бывший директор групп Ария и Кипелов[88].
- Рычагова, Наталья Сергеевна (66) — советская актриса театра и кино, исполнительница роли Маши Белкиной в кинофильме «Офицеры». [kino-teatr.ru/kino/acter/w/sov/3690/bio]
- Рязановский, Николай Валентинович (87) — американский историк российского происхождения, автор учебников по истории России[89].
- Тротциг, Биргитта (81) — шведская писательница[90].

### 15 мая
- Ванджиру, Самюэль (24) — кенийский марафонец, чемпион летних Олимпийских игр (2008); самоубийство[91].
- Данилевич, Януш Брониславович (79) — российский учёный-энергетик, академик РАН[92].
- Жамкочян, Ася Суреновна (86) — армянская и грузинская советская актриса, Народная артистка Грузинской ССР[93].
- Рашидов, Рашид Меджидович (83) — народный поэт Дагестана, известный даргинский поэт[94].
- Стюарт, Барбара (81) — американская актриса, известная по фильму Аэроплан! и сериалу Сумеречная зона[95].

### 16 мая
- Блюбау, Дуглас (76) — американский спортсмен, чемпион летних Олимпийских игр (1960) по вольной борьбе во втором полусреднем весе[96].
- Ковалёв, Сергей (66) — румынский гребец-каноист, чемпион Олимпийских игр в Мехико (1968) в гребле на каноэ-двойке на 1000 м.[97]
- Рувинский, Александр Ильич (66) — советский и российский журналист, член Союза писателей России, заслуженный работник культуры РФ.[98]
- Хардвик, Эдвард (78) — американский актёр (Приключения Шерлока Холмса), сын Седрика Хардвика[99].

### 17 мая
- Галибарди, Джозеф (96) — индийский спортсмен, чемпион летних Олимпийских игр (1936) по хоккею на траве[100].
- Сичинава, Борис Шалвович (73) — советский грузинский футболист и тренер, игрок «Динамо» (Тбилиси) (1958—1967 гг.), тренер юношеской сборной Грузии, «Динамо» (Тбилиси), заслуженный тренер Грузии[101]
- Язев, Иван Андреевич (96) — Заслуженный художник СССР[102].

### 18 мая
- Кастл, Леонард (82) — американский оперный композитор, либреттист и режиссёр (Убийцы медового месяца)[103].
- Михайловский, Аркадий Петрович (85) — командующий Северным флотом (1981—1985), адмирал в отставке, Герой Советского Союза[104].
- Студеникин, Игорь Николаевич (80) — первый заместитель начальника Управления военно-учебных заведений Сухопутных войск (1984—1991), генерал-лейтенант в отставке[105].

### 19 мая
- Китановский, Лазар (63) — министр обороны Республики Македонии (1997—1998)[106].
- Кэрби, Кэти (72) — британская поп-певица[107].
- Лимберг, Алла Александровна (80) — советский и российский хирург.
- Распутин, Александр Николаевич (58) — советский и российский футболист и игрок в мини-футбол[108].
- Рыжкин, Владимир Алексеевич (80) — советский футболист, нападающий. Заслуженный мастер спорта СССР (1957). Олимпийский чемпион 1956[109].
- Фицджеральд, Гаррет (85) — ирландский политик, премьер-министр (1981—1982, 1982—1987), министр иностранных дел (1973—1977)[110].
- Эйвери, Филлис (88) — американская актриса[111].

### 20 мая
- Вейнберг, Йоэль Песахович (88) — советский, латвийский и израильский историк, востоковед, библеист, профессор Даугавпилского университета[112].
- Летов, Вадим Георгиевич (76) — профессиональный журналист и писатель.
- Лифшиц, Ури (75) — израильский художник и скульптор[113].
- Мингалёв, Юрий Генрихович (56) — телевизионный режиссёр, кинооператор, продюсер, лауреат премии «ТЭФИ»[114].
- Перес, Хоакин (75) — мексиканский спортсмен, двукратный бронзовый призёр летних Олимпийских игр в Москве (1980) по конкуру.[115]
- Прахова, Александра Николаевна (61) — украинская художница[116].
- Сэвидж, Рэнди (58) — американский рестлер; автокатастрофа[117].
- Чилинскас, Кястутис — литовский адвокат, правозащитник и политик, лидер Объединенного демократического движения Литвы[118].
- Янота, Эдуард (59) — чешский политик, министр финансов (2009—2010)[119].

### 21 мая
- Дёмичев, Александр Николаевич (74) — бывший руководитель архивной службы Псковской области (1990—2000)[120].
- Макленнан, Гордон (87) — Генеральный секретарь Коммунистической партии Великобритании (1976—1989)[121].
- Нагато, Хироюки (77) — японский актёр; осложнения после операции на сердце[122].
- Николаев, Лев Николаевич (73) — российский телевизионный обозреватель, популяризатор науки, культуролог; рак[123].
- Саттар Сафаров (73) — азербайджанский экономист и политический деятель.
- Хантер, Билл (71) — австралийский актёр[124].

### 22 мая
- Бернет, Дитфрид (71) — австрийский дирижёр.
- Брукс, Джозеф (73) — американский режиссёр и композитор, лауреат премий «Оскар» и «Грэмми»; суицид[125].
- Кайдышев, Юрий Васильевич (70) — Председатель Правительства Республики Саха (Якутия) (1994—1997)[126].
- Мицци, Сюзанна (43) — британская фотомодель, певица, художница и дизайнер интертьера[127].
- Скудра, Виктор (66) — министр юстиции Латвии (1988—1993)[128].
- Тимошкин, Михаил Евгеньевич (60) — Чрезвычайный и Полномочный Посол РФ в Ирландии (с 2006 года)[129].
- Ферьян, Матей (34) — словенский спидвейный гонщик[130].
- Хант, Ральф (83) — австралийский политик, министр внутренних дел (1971—1972). министр здравоохранения (1975—1979), министр транспорта (1979—1982), министр транспорта и строительства (1982—1983)[131].
- Холявский, Шолом — израильский историк, руководитель восстания в Несвижском гетто во время Второй мировой войны.

### 23 мая
- Новожилов, Юрий Викторович (86) — Доктор физико-математических наук, почетный профессор СПбГУ, основатель кафедры физики высоких энергий и элементарных частиц СПбГУ, заслуженный деятель науки РФ, член Совета ЮНЕСКО по физике[132].
- Петров, Александр Дмитриевич (66) — редактор еженедельника «Хоккей»; рак[133].
- Росес, Алехандро (86) — филиппинский писатель и политический деятель, министр образования (1961—1965)[134].
- Сомов, Сергей Алексеевич (90) — советский летчик, участник Великой Отечественной войны, Герой Российской Федерации, полковник в отставке[135].
- Тондо, Хавьер (32) — испанский велогонщик; несчастный случай[136].
- Хеджази, Нассер (61) — иранский футболист, игрок (1968—1980) и капитан (1980) национальной сборной, второй лучший голкипер Азии XX века; рак лёгких[137].

### 24 мая
- Джудичи, Джованни (86) — итальянский поэт, переводчик, журналист[138].
- Житенев, Вячеслав Борисович (66) — российский социолог, аналитик и политолог, доктор философских наук[139].
- Коробейников, Юрий Павлович (75) — алтайский художник, член Союза художников России[140].
- Новрузова, Джамиля (80) — азербайджанский ученый, доктор искусствоведения, профессор.
- Потомски, Барри (38) — хоккеист НХЛ[141]

### 25 мая
- Адамс, Лиллиэн (89) — американская актриса[142].
- Березовиков, Иван Петрович (81) — советский геолог.
- Готье, Роже (88) — французский гребец, серебряный призёр Олимпийских игр в Хельсинки (1952) в четверке распашной[143].
- Каррингтон, Леонора (94) — английская художница, скульптор, писательница[144].
- Палей, Леонид Семёнович (70) — советский и российский сценарист детского кино. [www.kino-teatr.ru/kino/screenwriter/ros/239042/works/]
- Панина, Раиса Анатольевна (72) — режиссёр спортивных трансляций Первого канала[145].
- Циталашвили, Рафаэль Михайлович (62) — российский иллюзионист, заслуженный артист России; инсульт[146].

### 26 мая
- Бурьян, Надежда Ивановна (88) — учёный-микробиолог, доктор технических наук (1985), профессор (1986), заслуженный деятель науки и техники АР Крым, почётный академик Крымской академии наук, автор более 244 научных статей, получила 37 авторских свидетельств и 4 патента Украины, лауреат золотой медали Л.С Голицына и почётного диплома, главный научный сотрудник НИВиВ «Магарач» (1987—2011)[147].
- Джикаев, Шамиль Фёдорович (70) — североосетинский общественный деятель и народный поэт; убийство[148].
- Яшкова, Татьяна Борисовна — карельский народный мастер, лауреат премии «Душа России»[149].

### 27 мая
- Браун, Джанет (87) — британская актриса[150].
- Гил Скотт-Херон (62) — американский поэт и музыкант, «крестный отец рэпа»[151].
- Дыдек, Малгожата (37) — польская спортсменка, самая высокая баскетболистка мира[152].
- Конауэй, Джефф (60) — американский актёр, известный по фильму Бриолин и сериалу 70-х годов «Такси»[153].
- Мешков, Юрий Анатольевич (71) — доктор филологических наук, профессор кафедры русской литературы Института гуманитарных наук ТюмГУ, член Союза писателей России[154].

### 28 мая
- Дауд Дауд, Мухамед (42) — афганский генерал. начальник полиции северных провинций Афганистана, погиб в результате теракта[155].
- Клим, Ромуальд Иосифович (78) — советский метатель молота, чемпион летних Олимпийских игр в Токио (1964), серебряный призёр летних Олимпийских игр в Мехико (1968), чемпион Европы (1966), серебряный призёр чемпионата Европы (1969), обладатель Кубка Европы (1965, 1967), рекордсмен мира и Европы[156].
- Мусина, Ольга Анатольевна — актриса Липецкого государственного академического театра драмы имени Л. Н. Толстого, Заслуженная артистка России[157].
- Сонин, Валерий Абрамович (70) — доктор психологических наук, профессор СмолГУ[158].

### 29 мая

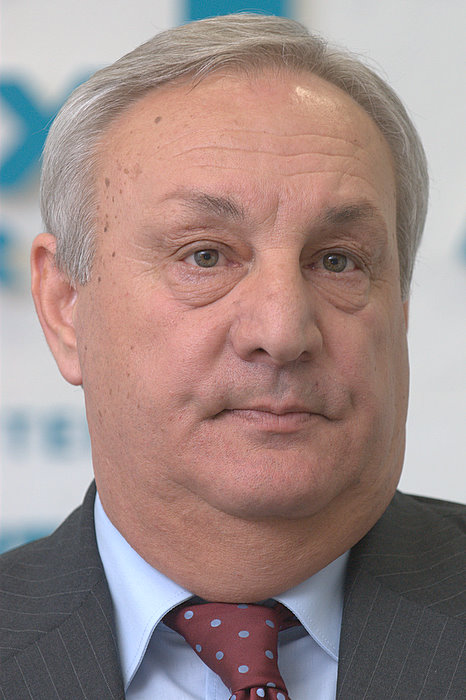
Сергей Багапш

- Багапш, Сергей Васильевич (62) — абхазский государственный деятель, премьер-министр (1997—1999), с 2005 года — президент Республики Абхазия; рак[159].
- Блэйк, Джон (52) — австралийский актёр[160].
- Клементс, Билл (Уильям Перри «Билл» Клементс, младший) (94) — американский политик, государственный деятель и бизнесмен, 42-й и 44-й губернатор штата Техас (1979—1983, 1987—1991), первый республиканец, ставший губернатором штата Техас со времён «Реконструкции Юга»[161]..
- Мадл, Ференц (80) — венгерский государственный и политический деятель. Президент Венгрии в 2000—2005[162].
- Маргулис, Виталий Иосифович 83 — российский пианист, музыковед и музыкальный педагог.
- Пахомов, Аркадий Дмитриевич (66) — российский поэт.
- Ройкрофт, Билл (96) — австралийский спортсмен, чемпион летних Олимпийских игр в Риме (1960) в конном командном троеборье, двукратный бронзовый призёр летних Олимпийских игр в Мехико (1968) и Монреале (1976) в конном командном троеборье[163].
- Цирценис Сигурд (58) — кларнетист Латвийского национального симфонического оркестра

### 30 мая

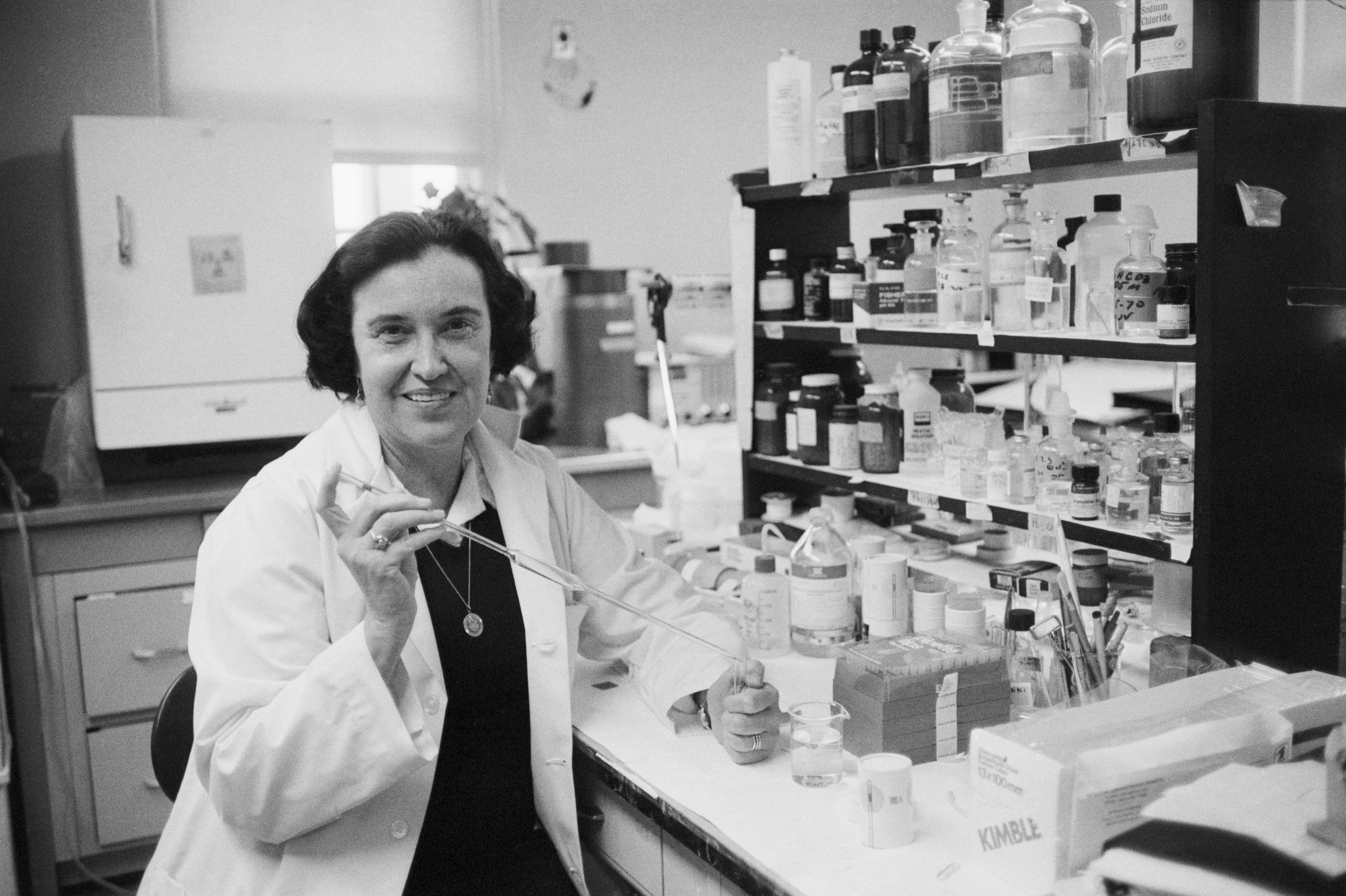
Розалин Ялоу

- Али Мирза Каджар (81) — иранский принц, глава императорского дома днастии шахов Каджаров.
- Алиев, Магомедсаид Саламович (61) — представитель Республики Дагестан в Республике Беларусь[164].
- Брух, Рики (64) — шведский метатель диска, бронзовый призёр летних Олимпийских игр в Мюнхене (1972), серебряный призёр чемпионата Европы (1969), бронзовый призёр чемпионата Европы (1974)[165].
- Помараев, Александр (31) — бас-гитарист чеченской рок-группы Мёртвые Дельфины, убийство[166].
- Семёнова, Ангелина (51) — эстонская и советская актриса театра и кино.[www.kino-teatr.ru/kino/acter/w/sov/246133/bio/]
- Шаммартен, Анри (88) — швейцарский спортсмен-конник, олимпийский чемпион 1964 года по выездке в личном зачёте[167].
- Ялоу, Розалин Сасмен (89) — американский биофизик, лауреат Нобелевской премии по медицине (1977)[168].

### 31 мая
- Бетц, Полин (91) — американская теннисистка, победительница Уимблдонского турнира (1946), четырёхкратная чемпионка Открытого чемпионата США по теннису (1942, 1943, 1944, 1946)[169].
- Булатова, Мунира Закировна (97) — певица, педагог, музыкальный, общественный деятель, народная артистка Российской Федерации и Республики Татарстан[170].
- Грибанов, Виктор Алексеевич (88) — председатель Вологодского облисполкома (1975—1984), Герой Социалистического Труда[171].
- Мекас, Адольфас (85) — американский сценарист, режиссёр и актёр литовского происхождения[172].
- Мендельсон, Олег Юрьевич (65) — театральный режиссёр, основатель и главный режиссёр театра «За Чёрной речкой»[173].
- Сахаби, Изатолах (81) — глава иранского оппозиционного движения Совет Религиозных Активистов Ирана[174].